# Амарин, Владимир Викторович
Владимир Викторович Амарин (16 июля 1961, Минск, БССР) — министр финансов Республики Беларусь (2014—2018).

## Биография
Родился 16 июля 1961 года в Минске.
В 1983 году окончил Белорусский государственный институт народного хозяйства имени В. В. Куйбышева, в 2006 году — Академию управления при Президенте Республики Беларусь.
С 1983 года работает в финансовой системе Белоруссии на разных должностях. В 2001—2006 годах — начальник Главного управления бюджетной политики, в 2006—2008 годах — заместитель Министра финансов Белоруссии, с 2008 года — первый заместитель министра финансов Республики Беларусь.
В 2014—2018 годах — Министр финансов Республики Беларусь.
В настоящее время является заместителем Государственного секретаря — членом Постоянного Комитета Союзного государства.